# 石川県立音楽堂
石川県立音楽堂（いしかわけんりつおんがくどう）は、石川県金沢市に位置するコンサートホール。2001年9月12日開館。

## 概要
- 金沢駅東口に位置する公設のコンサートホールで、オーケストラ・アンサンブル金沢の本拠地となっている。石川県教育委員会が設置・管理するコンサートホールで、施設運営は（公財）石川県音楽文化振興事業団が行っている。
- 設計は芦原建築設計研究所が行った。
- 石川県立音楽堂は、コンサートホール（1560席）、邦楽ホール、交流ホールで構成されており、入口が2ヶ所（コンサートホール・邦楽ホール各入口）設置されている。また、託児室を完備している。
- 映画リトル・マエストラ（2013年映画化、監督：雑賀俊郎）の撮影がコンサートホールで行われ、オーケストラとともに演奏された。[2][3]
- 2024年（令和6年）1月1日に発生した能登半島地震では、パイプオルガンの破損、邦楽ホール舞台機構の故障などの被害が発生した[4]。

## 設備概要

### 施設全体
- 構造：鉄骨鉄筋コンクリート造、地上5階・地下2階
- 敷地面積：6,904.64m2
- 延床面積：27,805.24m2

### 施設詳細

#### コンサートホール
- ホール階数：3階構造（1階～3階）
- 座席数：1560席（うち障害者席8席）
- ホール構造：シューボックス形式
- 付帯設備：パイプオルガン（カール・シュッケ製）、楽屋10室

#### 邦楽ホール
- ホール階数：2階構造（1階～2階）
- 座席数：691席（花道不使用時は720席）
- ホール構造：プロセニアム形式
- 付帯設備：楽屋9室、主催者控室、邦楽練習室など

#### 交流ホール
- コンサートの他、講演、その他イベント等多目的用途に使用できるホール。

#### 練習室
- 7室

#### その他施設
- 音楽堂チケットボックス
- 駐車場（地下2階、152台収容）

## 交通
- JR金沢駅東口より徒歩1分
- 北陸鉄道浅野川線 北鉄金沢駅より徒歩1分
- 金沢駅東口バスターミナル(北鉄バス、JRバスなど)より徒歩1分